# Aurélie Védy
Aurélie Védy (* 8. Februar 1981) ist eine ehemalige französische Tennisspielerin.

## Karriere
Von den vier Grand-Slam-Turnieren trat Védy lediglich bei den French Open an.
Sie stand dort 2006 im Einzel in der ersten Runde, 2007 und 2008 im Doppel in der zweiten Runde und erreichte 2010 das Viertelfinale im Mixed.
Sie gewann in ihrer Karriere sechs Einzel- und 33 Doppeltitel bei ITF-Turnieren. Ein Erfolg auf der WTA Tour blieb ihr verwehrt.
Ihre beste Weltranglistenposition erreichte sie im Jahr 2009 mit Platz 85 im Doppel.
Aurélie Védy, die von Catherine Suire trainiert wurde, spielte im Februar 2012 ihr letztes Match auf der Damentour. Seit Juli 2012 wird sie in den Weltranglisten nicht mehr geführt.

## Turniersiege

### Einzel
| Nr. | Datum          | Turnier             | Kategorie   | Belag     | Finalgegnerin           | Ergebnis      |
| --- | -------------- | ------------------- | ----------- | --------- | ----------------------- | ------------- |
| 1   | 2. Mai 1999    | Maglie              | ITF $10.000 | Sand      | Tatjana Kowaltschuk     | 6:3, 6:2      |
| 2   | 27. Juni 2004  | Orestiada           | ITF $10.000 | Hartplatz | Anna Koumantou          | 6:1, 6:1      |
| 3   | 1. August 2004 | Istanbul            | ITF $10.000 | Hartplatz | Gabriela Velasco Andreu | 6:0, 7:65     |
| 4   | 31. Juli 2005  | Sezze               | ITF $10.000 | Sand      | Claudia Ivone           | 6:1, 6:2      |
| 5   | 9. April 2006  | Athen               | ITF $25.000 | Sand      | Martina Müller          | 4:6, 6:2, 6:4 |
| 6   | 3. August 2008 | Gardone Val Trompia | ITF $10.000 | Sand      | Appollonia Melzani      | 3:6, 6:2, 6:1 |

### Doppel
| Nr. | Datum              | Turnier           | Kategorie    | Belag             | Partnerin               | Finalgegnerinnen                                 | Ergebnis       |
| --- | ------------------ | ----------------- | ------------ | ----------------- | ----------------------- | ------------------------------------------------ | -------------- |
| 1   | 1. Februar 1998    | Dinan             | ITF $10.000  | Sand (Halle)      | Camille Pin             | Tathiana Garbin Oana-Elena Golimbioschi          | kampflos       |
| 2   | 15. August 1998    | Saint Gaudens     | ITF $10.000  | Sand              | Sylvie Sallaberry       | Paula Garcia Kelly Liggan                        | 6:3, 7:6       |
| 3   | 10. Juli 1999      | Le Touquet        | ITF $10.000  | Sand              | Stephanie Rizzi         | Giana Gutierrez Silvia Uricková                  | 6:3, 6:7, 6:4  |
| 4   | 14. November 1999  | Le Havre          | ITF $10.000  | Sand (Halle)      | Stephanie Rizzi         | Anna Font Estrada Veronica Rizhik Urteaga        | 6:4, 6:4       |
| 5   | 18. August 2001    | London            | ITF $10.000  | Hartplatz         | Eva Erbová              | Claire Curran Helena Ejeson                      | 7:64, 6:3      |
| 6   | 14. Juli 2002      | Sezze             | ITF $10.000  | Sand              | Kildine Chevalier       | Martina Babáková Jewhenija Sawranska             | 6:3, 7:5       |
| 7   | 15. September 2002 | Cuneo             | ITF $10.000  | Sand              | Karla Mraz              | Stefania Chieppa Jewhenija Sawranska             | 2:6, 6:3, 6:2  |
| 8   | 23. März 2003      | Amiens            | ITF $10.000  | Sand (Halle)      | Karla Mraz              | Martina Babáková Lenka Tvarošková                | 5:4 Aufgabe    |
| 9   | 20. Juli 2003      | Le Touquet        | ITF $10.000  | Sand              | Natacha Randriantefy    | Mandy Minella Pauline Parmentier                 | 6:2, 6:2       |
| 10  | 24. August 2003    | San Marino        | ITF $10.000  | Sand              | Oana-Elena Golimbioschi | Kildine Chevalier Christina Zachariadou          | 2:6, 7:67, 6:4 |
| 11  | 9. November 2003   | Villenave d’Ornon | ITF $10.000  | Sand (Halle)      | Caroline Maes           | Iryna Brémond Jewhenija Sawranska                | 6:3, 7:66      |
| 12  | 23. November 2003  | Deauville         | ITF $25.000  | Sand (Halle)      | Pauline Parmentier      | Maria Geznenge Zuzana Hejdová                    | 5:7, 6:2, 6:1  |
| 13  | 20. Juni 2004      | Lenzerheide       | ITF $25.000  | Sand              | Erica Krauth            | Joana Cortez Marina Tavares                      | 6:2, 6:4       |
| 14  | 27. Juni 2004      | Orestiada         | ITF $10.000  | Hartplatz         | Mathilde Johansson      | Maria-Belen Corbalan Luciana Sarmenti            | 6:0, 6:0       |
| 15  | 18. Juli 2004      | Garching          | ITF $25.000  | Sand              | Erica Krauth            | Angelika Bachmann Stanislava Hrozenská           | 6:4, 7:65      |
| 16  | 25. Juli 2004      | Ancona            | ITF $10.000  | Sand              | Oana-Elena Golimbioschi | Nadja Pavić Aleksandra Srndovic                  | 6:3, 6:3       |
| 17  | 15. August 2004    | Martina Franca    | ITF $25.000  | Sand              | Jasmin Wöhr             | Nina Brattschikowa Giulia Casoni                 | 6:1, 3:6, 7:66 |
| 18  | 31. Oktober 2004   | Quartu Sant Elena | ITF $10.000  | Hartplatz         | Anaïs Laurendon         | Raffaella Bindi Sandra Záhlavová                 | 6:3, 3:6, 6:3  |
| 19  | 27. März 2005      | Athen             | ITF $10.000  | Sand              | Lauren Breadmore        | Mădălina Gojnea Lenore Lazaroiu                  | 6:3, 7:5       |
| 20  | 19. Februar 2006   | Stockholm         | ITF $25.000  | Hartplatz (Halle) | Timea Bacsinszky        | Surina De Beer Anne Keothavong                   | 6:4, 6:4       |
| 21  | 30. April 2006     | Cagnes-sur-Mer    | ITF $75.000  | Sand              | Sophie Lefèvre          | Daniela Klemenschits Sandra Klemenschits         | 2:6, 6:4, 7:61 |
| 22  | 9. Juli 2006       | Båstad            | ITF $25.000  | Sand              | Erica Krauth            | Mihaela Buzărnescu Magda Mihalache               | 2:6, 6:4, 6:4  |
| 23  | 30. Juli 2006      | Monteroni d’Arbia | ITF $25.000  | Sand              | Valentina Sassi         | Matea Mezak Nika Ožegović                        | 5:7, 6:4, 6:0  |
| 24  | 6. August 2006     | Martina Franca    | ITF $50.000  | Sand              | Ivana Abramović         | Edina Gallovits-Hall Mervana Jugić-Salkić        | 6:3, 6:2       |
| 25  | 29. April 2007     | Cagnes-sur-Mer    | ITF $100.000 | Sand              | Timea Bacsinszky        | Katarína Kachlíková Anastassija Pawljutschenkowa | 7:5, 7:5       |
| 26  | 15. Juni 2008      | Marseille         | ITF $75.000  | Sand              | Ágnes Szatmári          | Wiktorija Kutusowa Anna Lapuschtschenkowa        | 6:4, 6:3       |
| 27  | 20. Juli 2008      | Contrexéville     | ITF $50.000  | Sand              | Stéphanie Foretz Gacon  | Erica Krauth Hanna Nooni                         | 6:4, 6:4       |
| 28  | 10. August 2008    | Monteroni d’Arbia | ITF $25.000  | Sand              | Mervana Jugić-Salkić    | Valentina Sulpizio Verdiana Verardi              | 6:4, 6:2       |
| 29  | 21. September 2008 | Mestre            | ITF $50.000  | Sand              | Mervana Jugić-Salkić    | Margalita Tschachnaschwili Violette Huck         | 6:2, 6:3       |
| 30  | 19. April 2009     | Civitavecchia     | ITF $25.000  | Sand              | Erica Krauth            | Darja Kustawa Tazzjana Putschak                  | 6:1, 6:1       |
| 31  | 17. Januar 2010    | Plantation        | ITF $25.000  | Sand              | Mashona Washington      | Jorgelina Cravero María Irigoyen                 | 6:0, 6:2       |
| 32  | 24. Januar 2010    | Lutz              | ITF $25.000  | Sand              | Mashona Washington      | Maria-Fernanda Alves Florencia Molinero          | 6:3, 6:3       |
| 33  | 15. Mai 2011       | Saint-Gaudens     | ITF $50.000  | Sand              | Caroline Garcia         | Anastassija Piwowarowa Olha Sawtschuk            | 6:3, 6:3       |